# 不戦条約

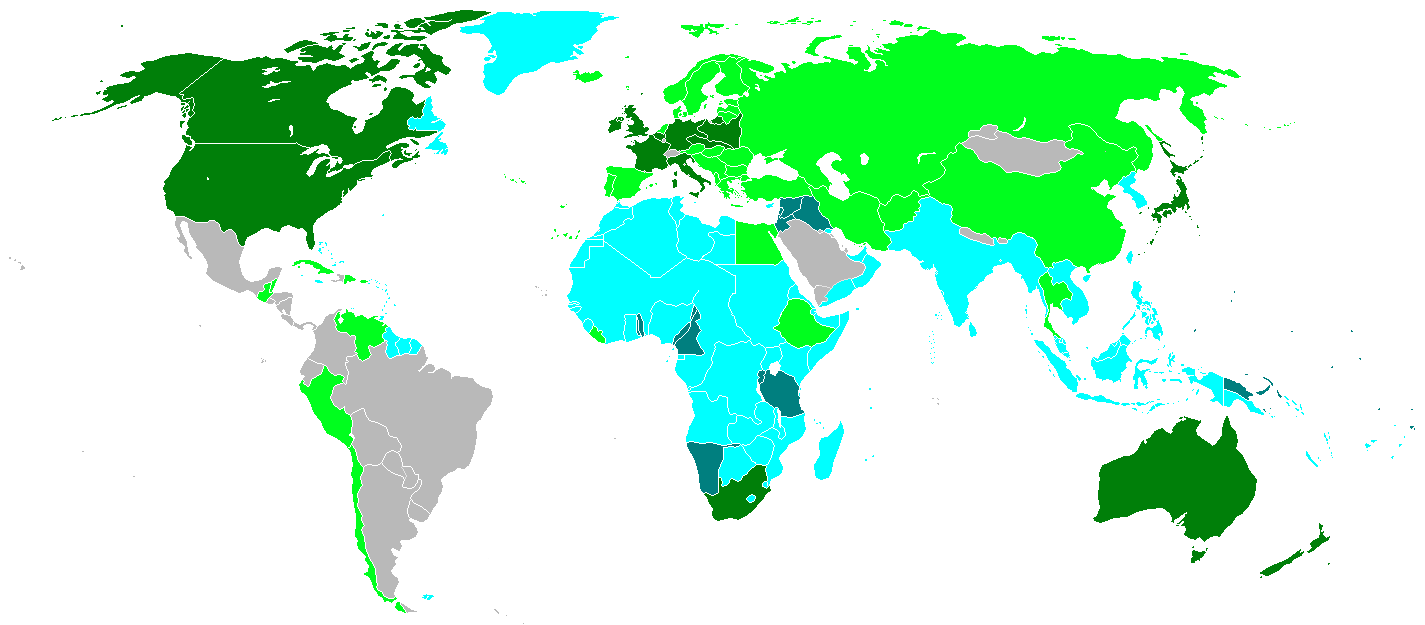
原署名国
追加参加国
加盟国の領土（植民地）
委任統治

不戦条約（ふせんじょうやく）または戰爭抛棄ニ關スル條約（せんそうほうきにかんするじょうやく、英: Treaty for the Renunciation of War）は、第一次世界大戦後に締結された多国間条約で、国際紛争を解決する手段として、締約国相互で戦争の放棄を行い、紛争は平和的手段により解決することを規定した。パリ条約（協定）、パリ不戦条約、ケロッグ＝ブリアン条約（協定）とも言う。
フランスのパリで締結されたためにパリ条約（協定）（Pact of Paris）あるいはパリ不戦条約と呼ぶこともあり、また最初フランスとアメリカの協議から始まり、多国間協議に広がったことから、アメリカの国務長官フランク・ケロッグと、フランスの外務大臣アリスティード・ブリアン両名の名にちなんでケロッグ＝ブリアン条約（協定）（Kellogg-Briand Pact）とも言う。

## 概要
1928年（昭和3年）8月27日にアメリカ合衆国、イギリス、ドイツ国、フランス、イタリア王国、大日本帝国などの当時の列強諸国をはじめとする15ヵ国が署名し、最終的にはソビエト連邦など63か国が批准した。
この条約の成立は、国際連盟規約、ロカルノ条約と連結し国際社会における集団安全保障体制を実質的に形成することになった。すなわち19世紀の国際法によれば至高の存在者である主権国家は相互に対等であるので戦争は一種の「決闘」であり国家は戦争に訴える権利や自由を有すると考えられていたが、不戦条約はこの国際法の世界観（無差別戦争観）の否定であり、一方で連盟規約違反やロカルノ条約違反をおこなう国に対しては不戦条約違反国に対する条約義務からの解放の論理が準備され、「どの国家にせよロカルノ条約に違反して戦争に訴えるならば、同時に不戦条約違反ともなるので、他の不戦条約締約国は法的に条約上の義務を自動免除され、ロカルノ条約上の制約を自由に履行できる」 と解釈された。
この条約はその後の国際法における戦争の違法化、国際紛争の平和的処理の流れを作る上で大きな意味を持った。一方で加盟国は原則として自衛権を保持していることが交渉の過程で繰り返し確認されており、また不戦条約には条約違反に対する制裁は規定されておらず、国際連盟規約やロカルノ条約など他の包括的・個別的条約に依拠する必要があった。そのほかにも自衛戦争の対照概念たる「侵略」の定義がおこなわれておらず、第一次大戦で多大な効力を発揮した経済制裁（ボイコット、拿捕や敵性資産の没収等）が戦争に含まれるのか不分明であり、また戦争に至らない武力行使、国際的警察活動（海賊やテロリストの取締、とくに他の締約国内での武力行使を伴う）、中立国の権利義務など不明確な点を多く含んでいた。しかもこの条約は加盟国の戦争放棄を一方的宣言するものではなく、あくまで「締約国相互の不戦」を宣言する（前文・1条・2条）ものであり、その加盟国相互の国家承認問題についても曖昧に放置されたものであった（後述）。ケロッグは1928年4月28日にアメリカ国際法協会において新条約の説明演説を行い、自衛権について、アメリカの条約案は自衛権を決して妨げるものではなく、あらゆる条約は自衛権を含意しているとし、そして自衛の定義についてはその定義を悪用するのは容易であるからとして明文の規定を置くべきではないと述べた。条約批准に際し、アメリカは、自衛戦争は禁止されていないとの解釈を打ち出した。またイギリスとアメリカは、国境の外であっても、自国の利益にかかわることで軍事力を行使しても、それは侵略ではないとの留保を行った。アメリカは自国の勢力圏とみなす中南米に関しては、この条約が適用されないと宣言した。アメリカは1927年にニカラグアへ内政干渉しており、その積極的な役割をヘンリー・スティムソン（のち国務長官）がおこなっていた。また1929年の大恐慌以降、30年から31年にかけて中南米20カ国で10回の革命が発生するなど現実的な事情を抱えていた。一方でハーバート・フーヴァー大統領のもとで国務長官になって以降のスティムソンは錦州および南満州問題に関する「スティムソン・ドクトリン」（1932年1月）において明示的に不戦条約（パリ平和条約）に言及し道義的勧告に訴えた。
世界中に植民地を有するイギリスは、国益にかかわる地域がどこなのかすらも明言しなかった。国際法は相互主義を基本とするので、「侵略か自衛か」「どこが重要な地域であるのか」に関しては当事国が決めてよいのであり、事実上の空文と評されていた。
この条約は1927年4月6日、アメリカの第一次大戦参戦10周年記念日にフランス外務大臣ブリアンが米国連合通信に寄稿したメッセージが端緒であり、6月11日にアメリカがフランスに交渉の用意ありと通知したことから具体化した。当初は米仏2国間だけの恒久平和条約を想定していたがアメリカの提案により多国間条約として検討することとなった。日本政府は1927年6月の段階で主要６列強国（日英米仏独伊）による条約締結に内諾を通知した。
不戦条約が持ち上がった1927年春から1928年当時、日本は田中義一内閣で、1927年当初の中国は上海クーデター以降の混迷状態にあり、日本は奉天派の北京政府を中華民国（支那共和国）の正統政府としていた。これは対華21カ条要求など条約上の対中権益を維持するためであったが、1928年春には第二次北伐が開始され、山東出兵や張作霖爆殺事件など中国大陸をめぐる政情は急激に変化しており、日本政府が不戦条約を打診された1927年春の段階とは情勢は大きく異なることになった。
日本にとっては蔣介石国民党政府が中華民国としてこの不戦条約に新規加盟するかどうかは重要な問題であり、外務省はこの問題について1928年11月の段階で、(1)蔣介石政府を中華民国正統政府とみなしていないので蔣介石が中華民国として不戦条約に加盟申請しアメリカが受理し日本に通告してきても日本政府はそれには拘束されない、(2)国家として未承認の政治上のグループ（主体）がこの条約に新規加盟を申請した場合の取り扱いについては条約上不分明であるが、既存加盟国はその申請を明示的に拒否せずとも、申請主体を国家主体として暗黙に承認したということにはならない（過去の外交事例上）、(3)アメリカが条約上の義務（3条）として中華民国の批准を電報通告してきた場合に、それに対して明示的に拒否せずとも承認したということにはならない（過去の外交事例上）、と解釈していた。不戦条約は新規加盟国は自動的に従来加盟国との間での不戦を相互に承認する構造となっていたが（第3条）、正式に国家承認していない組織･集団（ここでは蔣介石政府）の参加は想定されておらず、「締約国相互の不戦」を宣言する（前文・1条・2条）ものであるから新規加盟国の国家承認問題は重要であった。また叛徒政権・革命政権の承認問題は民族自決原則への移行期にあり、国家の条約継承問題については包括的継承説が主流学説であり、継承否定説に立つ中華民国蔣介石政権を日本政府としては正統政府とは認めない立場であった。
調印にあたって日本国内では、その第1条が「人民ノ名ニ於テ厳粛ニ宣言する」となっていたことから、枢密院や右派から大日本帝国憲法の天皇大権に反するものであるという批判を生じ、新聞でも賛否両論が起こった。そのため外務省はアメリカに修正を申し入れたが応じられず、人民のために宣言すると解釈する旨の回答を得たに止まった。そのため、日本政府は、1929年（昭和4年）6月27日、「帝国政府宣言書」で、該当字句は日本に対しては適用されないことを宣言した上で27日に批准した。実際の本条約の発効は田中内閣総辞職後で同年7月24日であった。
芦田均によれば日本国憲法9条1項はこのパリ不戦条約第1条の文言をモデルとしてアメリカにより作成されたとする。

## 条文
当条約は前文と全3条からなるが、主たる条文は第1条と第2条である。第3条は批准手続きを定めている。

## 侵略戦争の定義
不戦条約では国際紛争解決のための戦争の否定と、国家の政策の手段としての戦争の放棄を規定し、一般にはこれは侵略戦争の放棄・否定・違法化で自衛戦争は認められると解釈されているが、しかし当条約では侵略についての定義はなく、また「国家の政策の手段としての戦争」（第1条）についての詳細な定義を置くこともなかった。侵略の定義は1933年に「侵略の定義に関する条約」（the London Convention on the Definition of Aggression）により初めて法典化の試みが行われたが、この条約はわずか8カ国（ルーマニア、エストニア、ラトビア、ポーランド、トルコ、ソヴィエト、ペルシア、アフガニスタン）の間で結ばれるにとどまった。

## 国際連盟における決議
1938年9月30日、国際連盟は日本の中国における国家行為を「既存の法的文書に基いても自衛権に基いても」正当化できず、日本は1928年8月27日のパリ条約（不戦条約のこと）に基づく日本の義務に反しており、これを「侵略」と名指しする中華民国の主張が正当であると決議し、連盟に加盟していない主要国（米国、日本、ドイツ、ブラジル、コスタリカ、グアテマラ、ホンジェラス、ニカラグア）に通知している。

## 極東国際軍事裁判における言及
極東国際軍事裁判では、日本側弁護人の高柳賢三が、裁判所に提出した「検察側の国際法論に対する弁護側の反駁」（1947年2月24日第166回公判では全文却下全面朗読禁止、1948年3月3-4日第384-385回公判にて全文朗読）の中で、各国の指導的政治家の言明、特にアメリカ上院におけるケロッグ長官およびボラー上院議員の明瞭かつ疑いの余地を残さない条約案の説明に照らして、パリ不戦条約締約国の意思が次のようなものであったことを説明し、不戦条約が満州事変以降の日本の戦争を断罪し被告人を処罰するための法的根拠には成り得ないと論駁した。
1. 本条約は自衛行為を排除しないこと。
2. 自衛は領土防衛に限られないこと。
3. 自衛は、各国が自国の国防または国家に危険を及ぼす可能性あるごとき事態を防止するため、その必要と信じる処置をとる権利を包含すること。
4. 自衛措置をとる国が、それが自衛なりや否やの問題の唯一の判定権者であること。
5. 自衛の問題の決定はいかなる裁判所にも委ねられるべきでないこと。
6. いかなる国家も、他国の行為が自国に対する攻撃とならざるかぎり該行為に関する自衛問題の決定には関与すべからざること。

極東国際軍事裁判所インド代表判事ラダ・ビノード・パールは、パル判決書の中で不戦条約に関して博引傍証した上で次のように結論づけた。
しかし、多数意見である極東国際軍事裁判判決書においては、「ケロッグ・ブリアン条約を最も寛大に解釈しても、自衛権は、戦争に訴える国家に対して、その行動が正当かどうかを最後的に決定する権限を与えるものではない。右に述べた以外のどのような解釈も、この条約を無効にするものである。本裁判所は、この条約を締結するにあたって、諸国が空虚な芝居をするつもりであったとは信じない。」 とし、弁護側の主張を却下している。

## 批評
信夫淳平は、第33回学士院恩賜賞を受けた戦時国際法講義に次の辛辣な不戦条約評を引用した。
信夫も不戦条約の解釈を分析した上で「自衛の果たして自衛なるやは、個人間の正当防衛が裁判所に依りて判定せらるるのとは異なり、戦を遂行する国自身が判定するのであるから、自衛戦を適法と認むる不戦条約の下にありては、殆ど全ての戦は適法の戦として公認せらるるのである。不戦条約は不戦どころか、大概の戦の遂行を適法のものとして裏書きするものである」と指摘し、不戦条約による戦争の違法化を否定した。
1929年4月に開かれたアメリカ国際法学会年次大会において、基調講演を行ったペンシルバニア大学のローランド・モリス教授は、「交換公文だけでなく米上院報告書も条約の一部を構成することにいかなる合理的疑いもない。それに基づけば、何が自衛に当たるかに関して無制限の裁量が当事国に認められている以上、公的解釈として、条約本文が課する法的義務は無効化されている。すべての戦争を放棄するという条約の道徳的義務に無頓着であってはならないけれども、不戦条約は法を形成する条約ではなく、主権国家による自力救済の容認という、国際法上確立した原則にいかなる意味でも影響を与えない」と述べた。戦争放棄の理想を裏切る国際政治の実態を厳しく批判していたイェール大学のエドウィン・ボーチャード教授も、質疑のなかで、「この条約は法的効果の点では、要するにゼロ」と認めていた。
フランスの国際法学者のジョルジュ・セルやジュール・プルドモーらは、不戦条約が史上初めて国策の手段としてのあらゆる戦争を禁止したとしてその意義を評価する一方で、仲裁や管轄権といった語が一切現れないことや、条約違反国に対して他の締約国が実施すべき集団的制裁についての規定が存在しないことを問題点として挙げた。レンヌ大学の若い教授で政治活動家でもあったピエール・コットは、不戦条約は戦争に対する厳粛な非難を表明したに過ぎず、アングロサクソン的な平和主義アプローチを採用したこの条約は理想よりも現実を重んじるフランスにとってあまり好ましいものではないと述べ、戦争を真に不可能にするためには、武力に訴えることを禁止し、国家間紛争を平和的解決の手続きに付託することを全ての国家に義務付ける必要があると主張した。
加瀬英明によれば、ケロッグ国務長官が1928年12月7日のアメリカ議会上院の不戦条約批准の是非をめぐる討議において、経済封鎖は戦争行為そのものだと断言したことを挙げて、日米戦争については、日本ではなくアメリカが侵略戦争の罪で裁かれるべきだったとしている。
イェール大学法学部のオーナ・ハサウェイとスコット・シャピーロによれば、この不戦条約が締結される1928年以前の旧世界秩序は、戦時中でなければ殺人罪に問われるような大量虐殺でも戦争を行うものには免責を認められるのにもかかわらず中立国が交戦国に経済制裁を科すことは違法とされており、1928年以前の旧世界秩序では中立国は交戦国のうちの片方の国との貿易を行うことは、中立の義務に違反したとされ、他方の交戦国から攻撃される恐れがあった。しかし両氏によれば、この不戦条約によって戦争を起こすことは違法となり、条約に違反する国家に対して経済制裁を行うことは侵略国に対する合法的な手段となったのであるとし、第二次世界大戦は戦争によって領土拡張を図るドイツやイタリア、日本のような枢軸国と、ブロック経済を敷きさらにレンドリース法に基づいてイギリスやソ連を支援したアメリカのような連合国という旧世界秩序と新世界秩序の間の戦いであったと主張している。

## 当条約の現状
当条約には期限や、脱退・破棄・失効条項が予定されていないため、この条約は現在でも有効との論がある。
国際政治学者の佐瀬昌盛は参議院の憲法調査会（第159回国会、第1号、平成16年2月18日）において「不戦条約は現行有効な条約」(発言No.19)「多くの主要国が署名し、現在有効である不戦条約」(No.65)と発言している。
一方で条約違反国の爾後の加盟については明らかでなく、神川彦松は当条約に失効条項が予定されていないことを重視し、国際連盟規約やロカルノ条約、そのほかの仲裁裁判条約に対して締結国が違反した場合、不戦条約は同時に失効するとした。

## 不戦条約の系譜
当条約と類似の著名な主張、各国憲法、国際条約などには以下がある。
- 古代ギリシャにおける正戦論。国家間における仲裁裁判制度の採用、世界市民主義の提唱。
- キリスト教における正戦論。
- エラスムス『平和の訴え』。
- グロティウス『戦争と平和の法』。
- 1713年 シャルル＝イレネ・カステル・ド・サン＝ピエール（英語版）『永久平和の草案』（国際法による戦争放棄を主張）[23]
- カント『永遠の平和のために』。
- 1791年 フランス憲法（1848年憲法前文、1946年憲法前文に復活）

フランス国民は、征服の目的をもって、いかなる戦争をも行うことを放棄し、またいかなる国民の自由に対しても決して武力を行使しない。 — 1791年 フランス憲法
- 1931年 スペイン憲法（国際紛争を解決する手段としての戦争の放棄）
- 1935年 フィリピン憲法（国際紛争を解決する手段としての戦争の放棄）
- 1945年 国際連合憲章

- 1946年 日本国憲法

- 1946年 イタリア共和国憲法

イタリアは、他人民の自由に対する攻撃の手段としての戦争及び国際紛争を解決する手段としての戦争を放棄する（以下略　国際連合や集団安全保障体制の肯定） — イタリア共和国憲法第11条
- 1946年 ブラジル憲法
- 1947年 東ドイツ憲法
- 1949年 ドイツ連邦共和国基本法

諸国民の平和的共存を阻害するおそれがあり、かつこのような意図でなされた行為、とくに侵略戦争の遂行を準備する行為は、違憲である。これらの行為は処罰される。 — ドイツ連邦共和国基本法第26条第1項
- 1987年 大韓民国憲法